# سواحل سن در ارژانتوی
سواحل سن در ارژانتوی (انگلیسی: Bords de la Seine à Argenteuil) یک نقاشی چشم‌انداز رنگ روغن بر روی بوم، اثر نقاشِ امپرسیونیسم فرانسه، کلود مونه است که به شکل گسترده‌ای توسط کارشناسان برجستهٔ هنرهای زیبا پذیرفته و تجلیل شده. این اثر نقاش چشم‌اندازی از رودخانهٔ سن را در ارژانتوی نمایش می‌دهد که در دورنمای آن پشته‌ها و بیشه‌زارها نمایان است، مالک این اثر مونه دیوید جوئل انگلیسی است.

## اصالت
این نقاشی در سال ۱۹۹۲ توسط دیوید جوئل و به مبلغ ۴۰ هزار پوند خریداری شد، جوئل یک مورخ تاریخ هنر بود که پیش از این دو کتاب هنر از وی منتشر گردیده بود. اولین کتاب او در قالب کاتالوگ بیانگر نقاشی‌های دریایی چارلز بروکینگز بود و دومین اثر وی سوابق کاری مونه در ویتایه و در ساحل نورمن بود. این نقاشی قبلاً برای فروش در حراج ارائه شده بود اما به دلیل قیمت پایهٔ ۵۰۰ هزار پوند به فروش نرفت، تابلو با عنوان سواحل سن در ارژانتوی همراه با تاریخ ۱۸۷۵ در قاب به نظر می‌رسد که یک امضای نقاشی شده از مونه است و نظراتی در مورد رد آن وجود دارد، در سال‌های بعد جوئل تلاش بسیاری داشت تا ثابت کند که این یک اثر اصیل و متعلق به مونه است، 
یک کاتالوگ منتشر شده توسط مؤسسه وایلدنشتاین اولین بار ادعای جعلی بودن اثر را مطرح کرد، مرکز تحقیقات هنر تابلو را به وسیلهٔ اسکن تصویر با استفاده از وضوح بالا و عکاسی مادون قرمز و اشعه ایکس بررسی کرد، در مرکز تکنولوژی لومیر. تصویر با استفاده از یک دوربین ۲۴۰ مگاپیکسلی اسکن شد و ۱۳ فیلتر نور مختلف بر آن تابیده شد، تصویر حاصل از این آزمایش‌ها توسط آیریس شافر رئیس بخش حفاظت در والراف-ریچاردز موزهٔ شهر کلن مورد بررسی قرار گرفت و نهایت وی عنوان کرد که نقاشی جوئل اصلی است. تجزیه و تحلیل شیمیایی از رنگ‌های استفاده شده در نقاشی توسط نیکلاس ایستو مورد مطالعه قرار گرفتند و کشف شد که مطابقت دقیق با پالت رنگ‌های مورد استفادهٔ مونه در سال ۱۸۷۳ دارد.

## واژگان
1. ↑  Claude Monet